# Al-Massad
Al-Massad (arabe : سُورَةُ ٱلْمَسَدِ, français : La Corde torsadée en fibres) est le nom traditionnellement donné à la 111e sourate du Coran, le livre sacré de l'islam. Elle comporte 5 versets. Rédigée en arabe comme l'ensemble de l'œuvre religieuse, elle fut proclamée, selon la tradition musulmane, durant la période mecquoise.

## Origine du nom
Bien que ne faisant pas partie de la proclamation, la tradition musulmane a donné comme nom à cette sourate La Corde torsadée en fibres, en référence au contenu du cinquième verset : « 5. Sur son cou une corde de fibres épineuses. »

## Historique
Il n'existe à ce jour pas de sources ou documents historiques permettant de s'assurer de l'ordre chronologique des sourates du Coran. Néanmoins selon une chronologie musulmane attribuée à Ǧaʿfar al-Ṣādiq (VIIIe siècle) et largement diffusée en 1924 sous l’autorité d’al-Azhar,, cette sourate occupe la 6e place. Elle aurait été proclamée pendant la période mecquoise, c'est-à-dire schématiquement durant la première partie de l'histoire de Mahomet avant de quitter La Mecque. Contestée dès le XIXe par des recherches universitaires, cette chronologie a été revue par Nöldeke,, pour qui cette sourate est la 3e.
Les sourates de la fin du Coran sont généralement considérées comme appartenant aux plus anciennes. Elles se caractérisent par des particularités propres. Elles sont brèves, semblent issues de proclamations oraculaires (ce qui ne signifie pas, pour autant, qu’elles en sont des enregistrements), elles contiennent de nombreux hapax...
Pour Nöldeke et Schwally, la quasi-totalité des sourates 69 à 114 sont de la première période mecquoise. Neuwirth les classe en quatre groupes supposés être chronologiques. Bien que reconnaissant leur ancienneté, certains auteurs refusent de les qualifier de « mecquoise », car cela présuppose un contexte et une version de la genèse du corpus coranique qui n’est pas tranchée. Cette approche est spéculative.
En effet, ces textes ne sont pas une simple transcription sténographique de proclamation mais sont des textes écrits, souvent opaques, possédant des strates de composition et des réécritures Cela n’empêche pas ces sourates de fournir des éléments contextuels (comme l’attente d’une Fin des Temps imminente chez les partisans de Mahomet). Ces textes sont marqués par une forme de piété tributaire du christianisme oriental. 
Des divergences apparaissent dans la datation de cette sourate, celle-ci reposant entièrement sur des spéculations sur le lien de ce texte et de la vie de Mahomet. Parmi les chercheurs, certains ont une opinion « traditionnelle » (basée sur les sources exégétiques musulmanes) tandis que d’autres ont une opinion plus « textuelle », c’est-à-dire prenant davantage en compte le Coran que les interprétations a posteriori,. Prémare considère cette sourate comme un fragment énigmatique qu’il est impossible de contextualiser, sauf à suivre une interprétation tardive.

## Interprétations

### Verset 1: malédiction
Cette sourate est interprétée par les explications de Circonstances de la Révélation (asbāb an-nuzūl), traditions tardives visant à contextualiser le Coran, comme une malédiction qui vise Abu Lahab, identifié à l'oncle paternel de Mahomet et farouche adversaire de l'islam. Le premier verset possède des parallèles intéressants dans le Talmud.
Le nom Abu Lahab signifie « père de la flamme » ou littéralement « père flamme ». Pour la plupart des savants qui suivent encore l'interprétation traditionnelle, il s'agirait d'un surnom donné à l'un des demi-oncles paternels de Mahomet. Celui-ci est l'un de opposants « les plus féroces du prophète de l'islam ». Son nom complet serait 'Abd al-Uzzâ b. 'Abd al-Muttalib. Il est surnommé « Père de la flamme » à cause du châtiment qui le « consumera le Jour du Jugement » et aussi - si nous en croyons la tradition islamique - car son visage avait le teint rougeâtre (ce qui aurait donc poussé ses proches à le surnommer ainsi). Selon les traditions musulmanes, Mahomet aurait entretenu de bonnes relations avec lui avant sa mission prophétique. Deux de ses fils auraient été mariés (ou fiancés) à des filles de Mahomet. Les relations se seraient détériorées lors de l'exclusion de Mahomet par le clan de Banû Hashim. Selon ce qui ressort des sources traditionnelles, essentiellement à travers la sîra, et d'allusions coraniques, Abu Lahab serait un notable qui craignait que la réforme de Mahomet brise la stabilité religieuse, sociale, économique et politique de La Mecque. Selon des traditions divergentes, il aurait soit jeté des pierres sur Mahomet, soit l'aurait maudit. Au même titre que Abu Jahl, Abu Lahab serait mort lors de la bataille de Badr menée contre Mahomet. Pour Lohmann, le surnom apparait avec cette sourate, elle ne lui est pas antérieure.
Néanmoins, pour Neuenkirchen, ce texte peut être interprété comme une malédiction contre des personnes historiques, si l'on suit la lecture traditionnelle, ou contre l'homme pécheur en général si on s'attache seulement au Coran.  Cette forme « père+nom » est utilisée régulièrement en arabe pour désigner un objet ou une qualité (abu-jabir, « père qui restaure », signifie le « pain »). Cela permettrait d'y reconnaître une portée générale. Pour Dye, « Un verset (Q 111 :1) parle d’Abū Lahab, « le père de la flamme », que la tradition musulmane identifie à un oncle du Prophète. On peut cependant comprendre cette sourate différemment : le texte parle simplement d’un homme (et de sa femme), pris dans le feu de l’enfer. » Pour Prémare, les Circonstances de la Révélation (asbāb an-nuzūl) ont pour but d'expliquer a posteriori cette sourate qui reste énigmatique. Van Reeth considère le cas d'Abu Lahab comme « énigmatique » et son historicité sujette à controverse. 

Texte de la sourate (Coran datant de 1874)
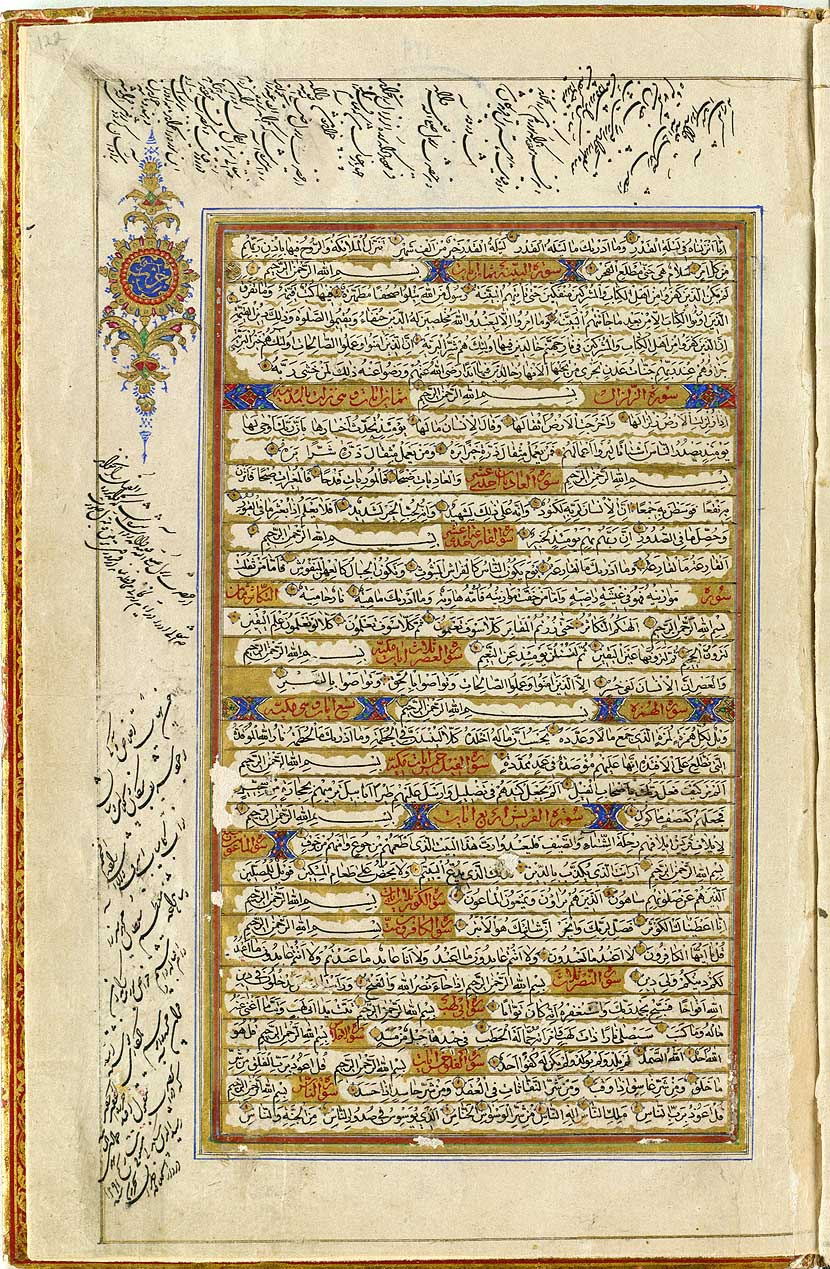